# Miguel Buba
Pour les articles homonymes, voir Buba.
 (avril 2016).
Si vous disposez d'ouvrages ou d'articles de référence ou si vous connaissez des sites web de qualité traitant du thème abordé ici, merci de compléter l'article en donnant les références utiles à sa vérifiabilité et en les liant à la section « Notes et références ».
Miguel Buba, né le 30 octobre 1982 à Kinshasa, est un karatéka shotokan international congolais. 

## Carrière
Issu d'un père congolais et d'une mère zambienne, Miguel Buba grandit à Lubumbashi dans le quartier Makomeno.
En 2011, il ramène une médailles de Bronze aux Xe Jeux  africains de 2011 en combat par équipe sans avoir perdu un seul combat, titre que son pays n’avait jamais obtenu auparavant. 
Compétiteur dans la catégorie -84 kg, il a été le meneur de jeu du Karaté club Okapi et de l'équipe nationale Léopards RDC, avec lesquels il a remporté de nombreux titres nationaux et internationaux.
Sélectionné à 21 reprises avec l'équipe nationale de la RDC, Miguel Buba s'illustre principalement au niveau international lors de la victoire au Xe Jeux africains de 2011 où il remporte 6-1 face au Nigeria.
Miguel Buba est le karatéka le plus titré de l'histoire du karaté congolais.

## Palmarès
- Champion du Congo par Equipe Kumite 2013
- Vice- Champion du Congo 2012 individuel Kumite -75 kg
- Médaille de bronze en équipe aux Xe Jeux africains de 2011 à Maputo
- e Champion du monde WJKA Belgique 2011
- Médaille de bronze par équipe SKISA International Kanzawa Cup 2011
- vice champion du monde -75 kg individuel SKISA International Kanazawa Cup 2011
- Champion du monde -75 kg individuel SKISA International Kanazawa Cup 2010
- Champion d'Afrique du Sud toutes catégories confondues (Open) South Africa WJKA 2010
- Multiple [champion du Congo par équipe]
- Champion du Congo toutes catégories confondues (Open Kumite)
- Multiples champion du Congo en individuel Kumite

## Récompenses
- Diplôme d'ambassadeur du code morale pour la paix 2017
- Médaille d'Or du meilleur fair-play à la coupe du Congo 2012
- Trophée national des sportifs As des As 31 mai 2012.
- Meilleur sportif congolais de l’année 2011,
- Meilleur sportif congolais de l’année 2010,
- Diplôme de mérite sportif 2003
- Diplôme de mérite sportif 2004